# Cementoven CCB Gaurain
De Compagnie des Ciments Belges is een cementfabriek in Gaurain-Ramecroix. De fabriek met Cementoven CCB Gaurain is één van de drie geïntegreerde cementproductie-eenheden op Belgisch grondgebied. De twee andere spelers zijn CBR Lixhe en Holcim Obourg. Het bedrijf ontstond in 1957 en is sindsdien een belangrijke speler in de cementindustrie van Frankrijk en de Benelux. De fabriek werkt nauw samen met verschillende kalksteengroeves, waar grondstoffen gewonnen worden. Ze werkt ook samen met de betonindustrie, aangezien cement het bindmiddel is in beton.  
Enkele kilometers zuidelijker ligt de cementfabriek van CBR (HeidelbergMaterials) in Antoing.

## Geschiedenis
1906: Oprichting van CCB (Carrière et Ciments Bataille) door de gebroeders Bataille.   
1927: Oprichting van de eerste cementfabriek van CCB.   
1957: Carrière et Ciments Bataille fuseert samen met drie kleinere bedrijven in de omgeving. Samen vormen ze Compagnie des Ciments Belges.   
1990:  De Franse cementgroep Ciments Fran heeft de controle verworven over CCB. Deze heeft CCB nodig om de grote vraag uit Frankrijk te kunnen leveren.  
1992:  Italcementi, de grootste cementproducent in Italië, krijgt Ciments Fran in handen.   
1999:  De groeve in Milieu, in handen van Holcim in Obourg, wordt nu door deze twee fabrieken (CCB en Holcim Obourg) geëxploiteerd.
2015:  Italcementi wordt overgekocht door HeidelbergCement. (al in bezit van CBR, Inter-Beton en Sagrex, na fusie Lafarge – Holcim)
2016: HeidelbergCement heeft door overlap met andere cementfabrieken in België een marktaandeel van meer dan 50%, dit is niet toegestaan in Europa volgens de mededingingsregels, daarom zet HeidelbergCement CCB te koop in België.   
Bij de overname van CCB door Cementir, werd Taner Aykac benoemd tot algemeen directeur en CEO van CCB. Eddy Fostier werd benoemd tot CEO van CCB. Cementir Holding is een Italiaanse multinational, met vestigingen in 16 verschillende landen. Ze zijn de grootste producent ter wereld van wit cement.

## Cementovens
De cementfabriek heeft in totaal vier cementovens gebruikt sinds de oprichting. De eerste twee zijn niet meer in gebruik en ondertussen al afgebroken. De derde en vierde oven zijn nog steeds aanwezig op de site. Vandaag wordt enkel de meest recente oven gebruikt. Deze werd geïnstalleerd in de jaren '80. In 2019 kwam werd er een 90 meter lang ovensegment aan toegevoegd. De oven produceert ongeveer 4500 ton klinker per dag. De derde oven wordt enkel gebruikt wanneer de vraag naar cement gedurende langere periode de productiecapaciteit van oven vier overstijgt. Oven drie kan tot wel 1600 ton klinker per dag aanleveren.

## Kalksteengroeves
De cementfabriek van CCB heeft in het totaal al vier verschillende kalksteengroeves geëxploiteerd, hier wordt de kalksteen ontgonnen voor de productie van cement en granulaten. Tijdens het ontginningsproces worden buizen in de kalksteenlagen geboord en geladen met TNT. De springstof wordt tot ontploffing gebracht waardoor de kalksteen los komt te zitten.  

### Gaurain
Dit was de eerste groeve van CCB die in gebruik genomen werd voor de ontginning van Doornikse kalksteen in een Yperiaanse gesteentelaag. De groeve werd geëxploiteerd tot op een diepte van ongeveer 250 meter en is niet meer in gebruik sinds 2012. Er waren hier zowel silicium arme, als silicium rijke lagen aanwezig. De concentratie van silicium in cement speelt een bepalende rol; de juiste hoeveelheid voorkomt een alkali-silica reactie in beton. Dit is een ongewenste reactie in beton en leidt tot een aanzienlijk sterkteverlies. Op deze manier worden de verschillende lagen vermengd tot het gewenste cement, namelijk voor betontoepassingen waar hoge sterkte en slijtvastheid vereist is. 
Momenteel (2024) is deze groeve gevuld met bodemwater tot op een diepte van ongeveer 80 meter. Dit watervolume is niet meteen geschikt voor drinkwaterconsumptie, maar speelt wel een rol in watervoorziening voor de landbouw in de regio rond de groeve. Er worden vandaag de dag investeringen gedaan om dit opgepompte water toch te kunnen zuiveren en te verdelen als drinkwater in de regio.  Ook wordt dit water gebruikt op de site van de cementfabriek om het fijn stof afkomstig van het productieproces neer te slaan. 

### Milieu
Het gesteente dat hier gewonnen wordt is 350 miljoen jaar oud. De kalksteen hier heeft een bijzonder hoog gehalte aan calciumcarbonaat, wat bijdraagt aan goede mechanische eigenschappen in beton. Deze groeve wordt zoals eerder vermeld gedeeld met Holcim en bedraagt 153ha. Er wordt jaarlijks 11 miljoen ton aan kalksteen ontgonnen, waarvan 2/3 voor CCB en 1/3 voor Holcim. De kalksteengroeve is verbonden met de cementfabriek van CCB via een ondergrondse tunnel.

### Barry
Er is een vergunning verkregen om 580 miljoen ton kalksteen te ontginnen. Momenteel wordt de groeve voorbereid, aangezien er zich eerst een kleilaag bevindt van 40 meter. Deze klei moet ontgonnen worden vooraleer men aan het kalksteen kan, deze klei wordt gebruikt in een nabijgelegen baksteenfabriek. Het is de bedoeling dat deze winningsplaats de groeve van Milieu gaat vervangen in de toekomst.  

### Clypot
De bovenste laag in deze groeve bestaat uit blauwe hardsteen, hieronder bevindt zich het kalksteen. Er is een overeenkomst over de mogelijkheid om kalksteen te winnen in de groeve van Clypot. CCB ontgint voor en levert de gewonnen blauwe hardsteen aan de bijhorende industrie.

## Activiteiten

### Cement

#### Grijs cement
Op de site in Gaurain wordt voornamelijk grijs cement geproduceerd. Het productieproces is heel gelijkaardig aan het traditionele cementproductieproces, maar er zijn ook enkele verschillen die afhangen van fabriek tot fabriek. Na de kalkwinning gaat de kalksteen eerst door de kogelmolen om een fijn poeder te bekomen. Er zijn drie installaties aanwezig die permanent draaien. Er is ook nog een rolpers aanwezig die voor fijnere toepassingen dient. Bij dit proces komt er veel warmte vrij, wat dan hergebruikt wordt voor de volgende stap. 
Het poeder wordt via cyclonen, installaties die kleine partikeltjes uit een luchtstroom kunnen halen, naar bovenaan de oven ingebracht om voor te verwarmen. Hier vindt ook het drogingsproces plaats (20-500 °C). Bij het verder opwarmen gaat het poeder over naar een volgende fase: decarbonatatie (600-1100 °C). Het poeder bevat dan geen organische/koolstof deeltjes meer. Om uiteindelijk tot het sinteren te komen van de afgewerkte klinker, die dan vermalen wordt om grijs cement te verkrijgen. Bij dit droog procedé wordt er tot 1450 °C verwarmd.  

#### Wit cement
Wit cement kan niet overal gemaakt worden; de CCB groep doet dit in vestigingen in Aalborg, Egypte, Maleisië, China, de Verenigde Staten enz. Het grote verschil zit in de samenstelling van het cement: om de witte kleur te verkrijgen, zit er geen ijzer in wit cement. Het weglaten van de ijzercomponent heeft gevolgen voor het productieproces. De brandtemperatuur in de cementoven ligt veel hoger, het is ook een arbeidsintensiever proces, daaruit volgt dat de prijs ongeveer dubbel zo hoog is als grijs cement. De productiecapaciteit ligt tienmaal lager dan bij  grijs cement. Dit type cement wordt voornamelijk toegepast voor esthetische doeleinden, zoals architectonisch beton. 

### Granulaten
Een tweede kernactiviteit voor de fabriek op de CCB site van Gaurain is het produceren van granulaten. Vooral de groeve in Clypot wordt geëxploiteerd om het kalksteen verkrijgen die nodig is voor de granulatenproductie. 

### Stortklaar beton
De twee hoofdactiviteiten van CCB zijn cement en granulaten, maar CCB heeft ook een heel uitgebreid netwerk aan betoncentrales voor stortklaar beton in België. 

### Transport
Er zijn drie manieren van transport die door CCB gebruikt worden. Hoofdzakelijk gaat het vervoer via vrachtwagen (82%), verder per boot (14%) of per trein (4%).

### Overige
De site in Milieu speelt een rol in de voorziening van drinkwater voor zo’n 100 000 huishoudens. Met de installatie van een nieuw pompstation op de bodem van de groeve, wil men het jaarlijkse opgepompte drinkwater verhogen naar zo’n 2,5 miljoen kubiek per jaar.

## Milieu-impact

### CO2-uitstoot
Op de site van CCB Gaurain wordt per dag zo’n 4500 ton klinker geproduceerd. Dit is een continu proces waarbij temperaturen tot 1450 °C vereist zijn in de oven zelf. Ook voor het voorverwarmingsproces zijn temperaturen tot 600 °C vereist. De oven van CCB Gaurain bereikt deze hoge temperaturen door de verbranding van fossiele brandstoffen. Door dit continu proces van intensieve verbranding produceert de oven van CCB Gaurain jaarlijks zo’n 1 Mt (miljoen ton) CO2. Dit is ongeveer 30% van de uitstoot van de totale Belgische cementproductie en ongeveer 1% van de jaarlijkse totale Belgische uitstoot van broeikasgassen dat overeenkomt met 103,6 Mt CO2-equivalenten.

### Decarbonisatiestrategie
65% van de totale uitstoot op de site zou te wijten zijn aan klinkerproductie, namelijk door het proces waarbij kalksteen aan hoge temperatuur wordt gebrand tot klinker. Zowel het gebruik van fossiele brandstoffen als het vrijkomen van CO2  uit de kalksteenpoeder bij verhitting maken hier deel van uit. De ambitie bestaat dan ook om tegen 2050 CO2 neutraal te zijn. CCB, deel van de Italiaanse groep Cementir, zou daarvoor een budget vrijstellen van 500 miljoen euro. Een eerste stap zou zijn om tegen 2030 per ton geproduceerd cement de CO2 uitstoot met 39% verlagen, als tussentijdse doelstelling.

### Aalborg Portland Holding
Dit zusterbedrijf is bezig met de ontwikkeling van nieuwe initiatieven. Hier wordt gezocht naar een oplossing voor de restwarmte, deze zou gebruikt kunnen worden in een warmtenet en er wordt onderzoek gedaan naar het opslaan van CO2 in de Noordzee via pijpleidingen.

### Cementtypes
De grote CO2 uitstoot bij CEM I/II komt door het grote aandeel van portlandklinkers (95-100% bij CEM I en 62-94% bij CEM II). Een van de meest voorkomende strategie nu is inzetten op CEM III, ook wel hoogovencement genoemd. Hier wordt een groot deel van de portlandklinker vervangen door hoogovenslakken, die een restproduct zijn van de staalindustrie. Echter ook de productie van staal gaat gepaard met een aanzienlijke CO2 uitstoot. De beschikbare hoeveelheid hoogovenslak is ook beperkt. 
FutureCEM is een nieuwe ontwikkeling van CCB, waar ze de portlandklinker voor zo'n 35% gaan vervangen door gecalcineerde klei en kalksteen. Aangezien hier een deel van de CO2, toegewijd aan de productie van de klinker, niet in rekening gebracht moet worden, komen we tot een koolstofarmer cement, waarbij de carbon footprint verlaagt met zo'n 30%. 
De productie van gecalcineerde klei stoot 330 kg CO2 /ton uit, terwijl dit voor portlandklinker 800 kg CO2 /ton is. Dit heeft alles te maken met de temperatuur waarop klei calcineert, namelijk 750 °C, in tegenstelling tot 1450 °C voor de klinker. 

### Biodiversiteit
In de oven van CCB Gaurain wordt kalk gebrand afkomstig van de nabijgelegen groeves. Ook is CCB Gaurain producent van granulaten (kalksteengranulaat) voor toepassingen in beton. In eerste instantie werd beroep gedaan op de groeve van Gaurain, maar ondertussen ook op de groeves van Milieu en Clypot zoals eerder vermeld. Deze groeves hebben een grote impact op het landschap. De oppervlaktelagen, die vaak een rijke biodiversiteit waarborgen, worden verwijderd. Nadien wordt dieper gegraven waarbij hardere lagen worden ontgonnen. Hierbij wordt gebruik gemaakt van TNT voor het afschieten van de kalksteen. Het gebruik van dergelijke springstoffen brengt dagelijks grondtrillingen en een harde knal met zich mee. Om deze impact op de omgeving zo veel mogelijk binnen de perken te houden, beperken CCB, Holcim en Heidelberg (die de groeve van Milieu delen) zich tot maximaal één detonatie TNT per dag voor het ontginnen van 50.000 ton kalksteen.
In deze groeves wordt gegraven tot op een diepte van ongeveer 200meter. Om veilig aan de slag te kunnen gaan, moeten deze groeves worden bemaald. Dit bemalen betekent ook dat de grondwaterstanden van nabijgelegen terreinen zakken tot op gelijkaardige dieptes. Instortingsholtes zijn dan ook geen uitzondering in de nabijgelegen landbouwgebieden. Deze instortingsholtes kunnen tot wel 20 meter diep zijn en hebben vaak een gelijkaardige diameter. Meer specifiek zijn deze te wijten aan het ontstaan van karstholtes in het kalkgesteente.

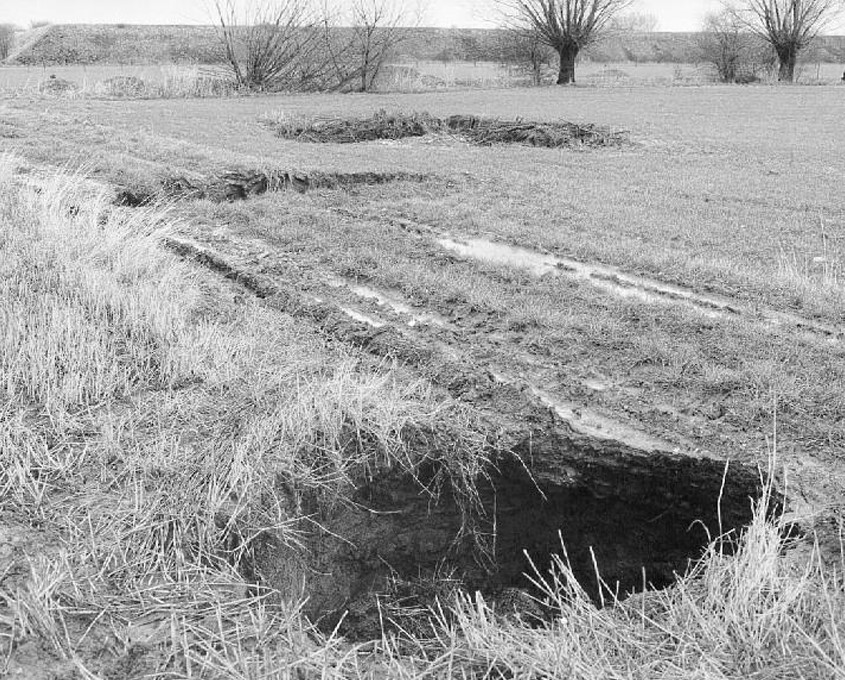
Instortingsholte ten gevolge van karstholtes in de kalksteenlagen. 1995

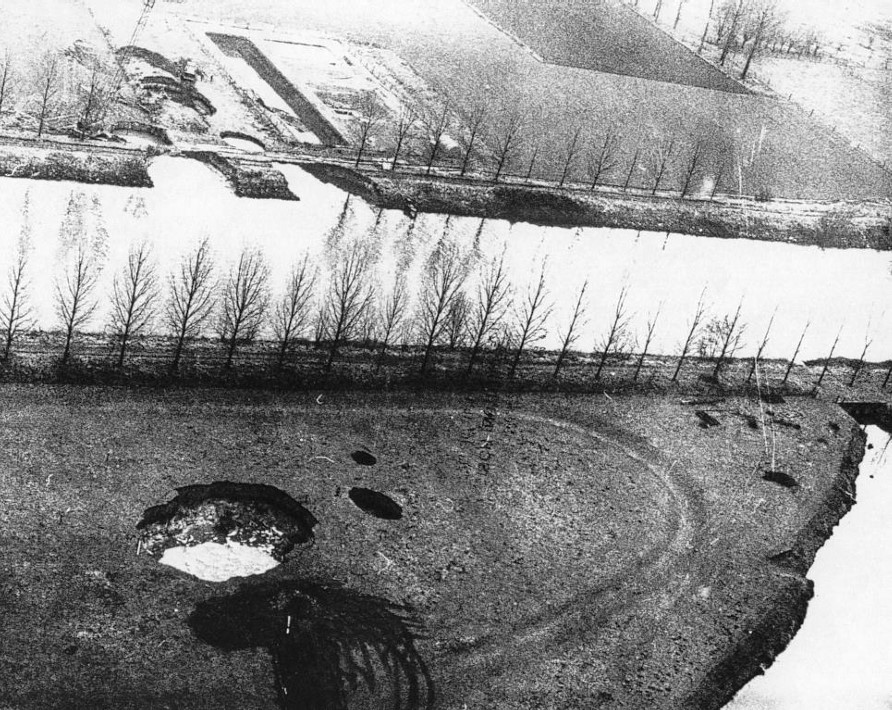
Instortingsholte ten gevolge van karstholtes in de kalksteenlagen. 1970

Onvermijdelijk wordt de omgeving verstoord, maar via initiatieven zoals Life in Quarries probeert CCB de biodiversiteit ook te stimuleren. Sommige ecosystemen gedijen juist in deze leefmilieus en brengen juist de mogelijkheid om een andere biodiversiteit te herbergen. Dit blijft weliswaar relatief beperkt. Deze stimulatie wordt al tijdens de ontginningsfase ingezet en niet pas na de gehele groeve geëxploiteerd is.